# Lyssa
Dans la mythologie grecque, Lyssa (en grec ancien Λύσσα / Lússa) ou Lytta (en attique Λύττα / Lútta) est la personnification de la folie furieuse, de la frénésie destructrice et de la rage des animaux. Elle était souvent apparentée aux Maniae, les déesses de la folie. Son équivalent romain était nommé Ira (la Colère), Furor (la Folie furieuse), ou Rabies (la Rage).

## Étymologie
En grec ancien, λύσσα / lússa signifie « rage, fureur, frénésie » et dérive du mot λύκος / lúkos signifiant « loup ».

## Mythe antique

### Dans la littérature grecque
Lyssa est mentionnée dans l'Iliade d'Homère comme l'un des compagnons de guerre d'Arès aux côtés de Penthos (le chagrin) et de Mania (la folie).
Le poète tragique grec Eschyle la présente comme une agente envoyée par Dionysos pour rendre folles les trois filles impies de Minyas, qui démembrèrent Hippase, le propre fils de l'une d'elles, Leucippé.
Dans la tragédie d'Euripide La Folie d'Héraclès, Lyssa est présentée comme « la fille de Nyx, née du sang d'Ouranos » (le sang d'Ouranos provenant de son émasculation par Cronos selon la Théogonie d'Hésiode).
Elle personnifie la folie furieuse et la frénésie destructrice, autant que la rage chez les animaux. Dans la tragédie Héraclès, elle est utilisée par Héra pour infliger au héros Héraclès un accès de folie. Dans la tragédie d'Euripide, Lyssa a une approche mesurée de son rôle et recommande de « ne pas utiliser [ses pouvoirs] dans la colère contre ses amis, ne pas avoir quelque joie en visitant les maisons d'hommes ». Elle conseille à Héra de ne pas prendre Héraclès comme cible mais, après y avoir échoué, elle obéit aux ordres de la déesse supérieure et envoie au héros une folie furieuse qui lui fait assassiner sa femme et ses enfants.

### Dans la littérature latine
L'auteur latin Hygin la présente comme une fille de Gaïa et d'Éther.

### Dans la céramique grecque
Des vases peints grecs de l'Antiquité montrent Lyssa en train d'intervenir dans le mythe d'Actéon, le chasseur mis en pièces par des chiens enragés comme punition pour avoir regardé la déesse Artémis nue.